# Magic Leap
Magic Leap是一家成立于2010年的美国擴增實境公司，曾获得14亿美元的融资，投资者包括Google和阿里巴巴集团。Magic Leap的主要产品是研发中的头戴式显示器“Magic Leap One”，该设备旨在通过将光场映射到視網膜中达到增强现实的目的。
2016年《福布斯》估算该公司市值已达到45亿美元。

## 历史
2016年4月18日，Magic Leap收購了以色列網絡安全公司NorthBit。
2017年2月18日，Magic Leap收購了瑞士計算機視覺公司Dacuda的3D部門。
2018年7月11日，AT＆T投資了該公司，並將成為其獨家合作夥伴。
2019年5月，Magic Leap收購了比利時初創公司Mimesys，為Magic Leap平台開發了體積視頻會議軟件。
2020年9月，據The Information報導，Magic Leap公司在2019年的估值為64億美元，到2020年6月，該公司的估值現在為4.5億美元，在六個月內下降了93％以上。英國技術新聞網站The Register也將Magic Leap描述為一家皮包公司，“在四年內已獲得近20億美元的資金，其自身估值為60億美元，除了偽造技術外，什麼也沒有生產”。 。